# Герб Опочки
Исторический герб города «Опо́чка» — административного центра Опочецкого района Псковской области Российской Федерации.

## Описание герба
«В верхней половине щита герб Псковский, в нижней половине пирамидою сложенная куча из известного камня, называемого опока, означающий имя сего города, в голубом поле».

## История герба
Исторический герб Опочки был Высочайше утверждён 28 мая 1781 года императрицей Екатериной II вместе с другими гербами городов Псковского наместничества. (ПСЗРИ, 1781, Закон № 15162).

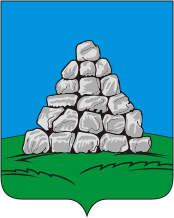
Герб Опоческого района (2001 год)

Подлинное описание герба города Опочки гласило:

 «Пирамидою сложенная куча изъ извѣстнаго камня, называемаго опока, означающій имя сего города, в голубомъ полѣ.» В верхней части щита — герб Пскова.
В 1861 году, в период геральдической реформы Кёне, был разработан проект нового герба уездного города Опочки (официально не утверждён):«В лазоревом щите золотой с лазоревыми швами щипец. В вольной части герб Псковской губернии. Щит увенчан серебряной стенчатой короной и окружён золотыми колосьями, соединёнными Александровской лентой».
В советский период исторический герб Опочки (1781 года) не использовался.
1 марта 2002 года на основе исторического герба Опочки был утверждён герб Опочецкого района.